# Грязнов, Григорий Андреевич
Григорий Андреевич Грязнов (17 августа 2000, Санкт-Петербург) — российский хоккеист, защитник.
Воспитанник школы «Серебряные Львы», вошедшей в систему СКА, в низших лигах первенства России играл за фарм-клубы СКА с сезона 2017/18. В связи с тем, что часть игроков основного состава СКА была отправлена на карантин из-за подозрения на COVID-19, в сентябре — октябре 2020 года провёл 8 матчей в КХЛ. 6 июля был обменян на денежную компенсацию в тольяттинскую «Ладу», вернувшуюся в КХЛ. Провёл один матч, и 22 сентября был обменян обратно в СКА.